# Альтернатива (фестиваль)
Альтернатива — музичний фестиваль альтернативної музики в місті Львова, котрий проходив у 1994 та 1995 роках. В лайн-апі були і такі гурти, що донині зберігають популярність («Воплі Відоплясова», «Океан Ельзи», «Плач Єремії») і такі, що не змогли видертись за межі андеграунду й залишились у забутті, заслужено чи незаслужено («Реліктові вантажівки», «Некрополь», «Апельсинове неподобство»). Виступали також іноземні зірки: британські «The Ukrainians» та петербурзькі «Аукцыон».

## Історія фестивалю
Ідея провести таку масштабну подію прийшла Руслану Кошіву, який хотів привезти в Україну культовий психоделічний гурт The Legendary Pink Dots, але для цього потрібно було зробити повноцінний фест.
«Альтернативу» фінансували найрізноманітніші державні і приватні підприємства: від кондитерської фабрики «Світоч» до ДП «Львівтрансгаз». Сам фестиваль надавав відвідувачам з розваг не тільки музику, а й екскурсії містом та незалежний кінематограф .

### 1995
Після шаленого успіху першого фестивалю люди очікували продовження. В 1995 році до оргкомітету приєдналися майбутній гендиректор ICTV Олександр Богуцький, журналіст Роман Чайка та засновник харківського творчого об'єднання «Нова сцена» Сергій Мясоєдов. Охочих взяти участь у фестивалі було дуже багато. Фестивалю присилали сотні касет для прослуховування.
У 1995 році фестиваль відбувся 15-17 вересня. Про «Альтернативу» розповіли 286 журналістів з більш ніж сотні ЗМІ з України, Польщі, Канади, Німеччини, Росії. Кількість публікацій досягла 500 штук, а об'єм радіоповідомлень, репортажів, трансляцій фестивальних концертів (зокрема радіостанцією «Промінь») становив понад 36 годин. Про "Альтернативу" можна прочитати зокрема у французькому путівнику по сучасній музиці «Europop» та кембриджському збірнику «Хто є хто в сучасній музиці» .  Великим плюсом фестивалю було те, що він допоміг деяким колективам стати більш пізнаваними. Наприклад, The Ukrainians (команда сформована британцями з українським корінням) почали випускати свої альбоми на інді-лейблі «Koka records» Володимира Наконечного саме після їхнього успішного виступу на «Альтернативі».

### 1996
В 1996-ому році мала відбутися третя подія, були відібрані команди, але міська влада вирішила виділити гроші на масштабне будівництво, а не концерт. Організатори не бажали опускати планку, а тому стали очікувати кращих часів для проведення заходу 

### 2003
У 2003 році була анонсована «Альтернатива. Повернення». Лайн-ап виглядав досить бідно і не так альтернативно як раніше: «Скрябін», «Кому Вниз», «ВІЙ», «Моторолла». Рівень експериментальності фестивалю значно знизився. Зал був напівпорожній, а виступи залишили неоднозначні враження. Журналіст Отар Довженко писав у репортажі, що «Моторолла» це занудство, «Скрябін» затримали виступ і зіграли препогано, а стрижені молодики, що кидали зіги під «Кому Вниз», виглядали відверто стрьомно .